# Катастрофа A300 в Нью-Йорке
Катастрофа A300 в Нью-Йорке — крупная авиационная катастрофа, произошедшая в понедельник 12 ноября 2001 года. Авиалайнер Airbus A300B4-605R авиакомпании American Airlines совершал плановый рейс AA587 по маршруту Нью-Йорк—Санто-Доминго, но через 1 минуту и 46 секунд после взлёта попал в спутный след от другого самолёта, вследствие чего произошёл отрыв киля и неуправляемый лайнер рухнул на жилой район Белл-Харбор в боро Куинс в Нью-Йорке. В катастрофе погибли 265 человек — все находившиеся на борту самолёта 260 человек (251 пассажир и 9 членов экипажа) и 5 человек на земле.
Это вторая по количеству жертв катастрофа в истории авиакомпании American Airlines (первая — катастрофа DC-10 в Чикаго, 273 погибших). В связи с тем, что катастрофа рейса 587 произошла всего через 2 месяца и 1 день после атак на башни Всемирного торгового центра (ВТЦ), общественность долгое время полагала, что её причиной тоже стали действия террористов.

## Самолёт
Airbus A300B4-605R (регистрационный номер N14053, серийный 420) был выпущен в 1987 году (первый полёт совершил 9 декабря под тестовым б/н F-WWAU). 12 июля 1988 года был передан авиакомпании American Airlines. Оснащён двумя двухконтурными турбовентиляторными двигателями General Electric CF6-80C2A5. На день катастрофы 13-летний авиалайнер совершил 14 934 цикла «взлёт-посадка» и налетал 37 550 часов.

## Экипаж и пассажиры
Самолётом управлял опытный экипаж, его состав был таким:
- Командир воздушного судна (КВС) — 42-летний Эдвард Стейтс (англ. Edward States). Опытный пилот, проходил службу в ВВС США. В авиакомпании American Airlines проработал 16 лет и 3 месяца (с июля 1985 года). Управлял самолётами Cessna T-37, Northtop T-38, Convair C-131 и Boeing 727. В должности командира Airbus A300 — с августа 1998 года (до этого управлял им в качестве второго пилота). Налетал свыше 8050 часов, 3448 из них на Airbus A300 (1723 из них в качестве КВС).
- Второй пилот — 34-летний Стен Молин (англ. Sten Molin). Опытный пилот, проработал в авиакомпании American Airlines 10 лет и 7 месяцев (с марта 1991 года). Управлял самолётами Short 360, Beechcraft 99 и DHC-6. В должности второго пилота Airbus A300 — с ноября 1998 года. Налетал 4403 часа, 1835 из них на Airbus A300.

В салоне самолёта работали 7 бортпроводников:
- Уильям А. Вальдеспино (англ. William A. Valdespino), 39 лет.
- Дебора Дж. Фонтэкис (англ. Deborah J. Fontakis), 50 лет.
- Барбара Л. Джаннаска (англ. Barbara L. Giannasca), 46 лет.
- Уилмер Дж. Гонсалес-Кастелла (англ. Wilmer J. Gonzalez-Castella), 50 лет.
- Джозеф Лопес (англ. Joseph Lopes), 45 лет.
- Мишель Миллс (англ. Michele Mills), 46 лет.
- Кэрол Палм (англ. Carol Palm), 52 года.

| Гражданство              | Пассажиры | Экипаж | Всего |
| ------------------------ | --------- | ------ | ----- |
| США                      | 176       | 9      | 185   |
| Доминиканская Республика | 68        | 0      | 68    |
| Китайская Республика     | 3         | 0      | 3     |
| Франция                  | 2         | 0      | 2     |
| Гаити                    | 1         | 0      | 1     |
| Израиль                  | 1         | 0      | 1     |
| Всего                    | 251       | 9      | 260   |

Всего на борту самолёта находились 260 человек — 9 членов экипажа и 251 пассажир.

## Хронология событий

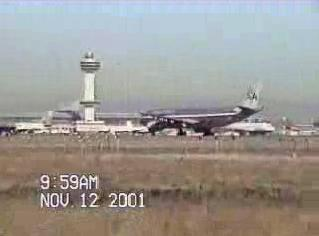
Рейс AA 587 за 17 минут до катастрофы (съёмка сделана работниками аэропорта имени Джона Кеннеди)

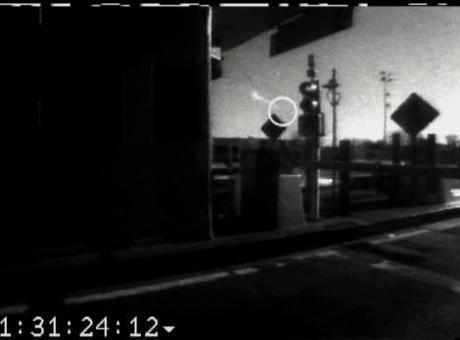
Рейс AA 587 разрушается в воздухе (кадр видеозаписи, на которую попал момент отрыва киля)

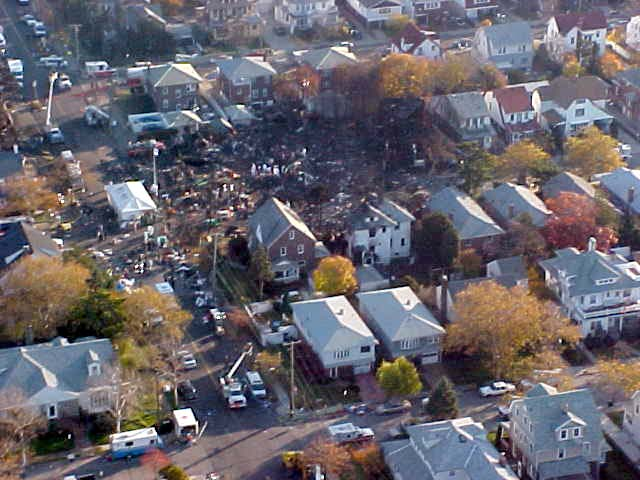
Последствия катастрофы

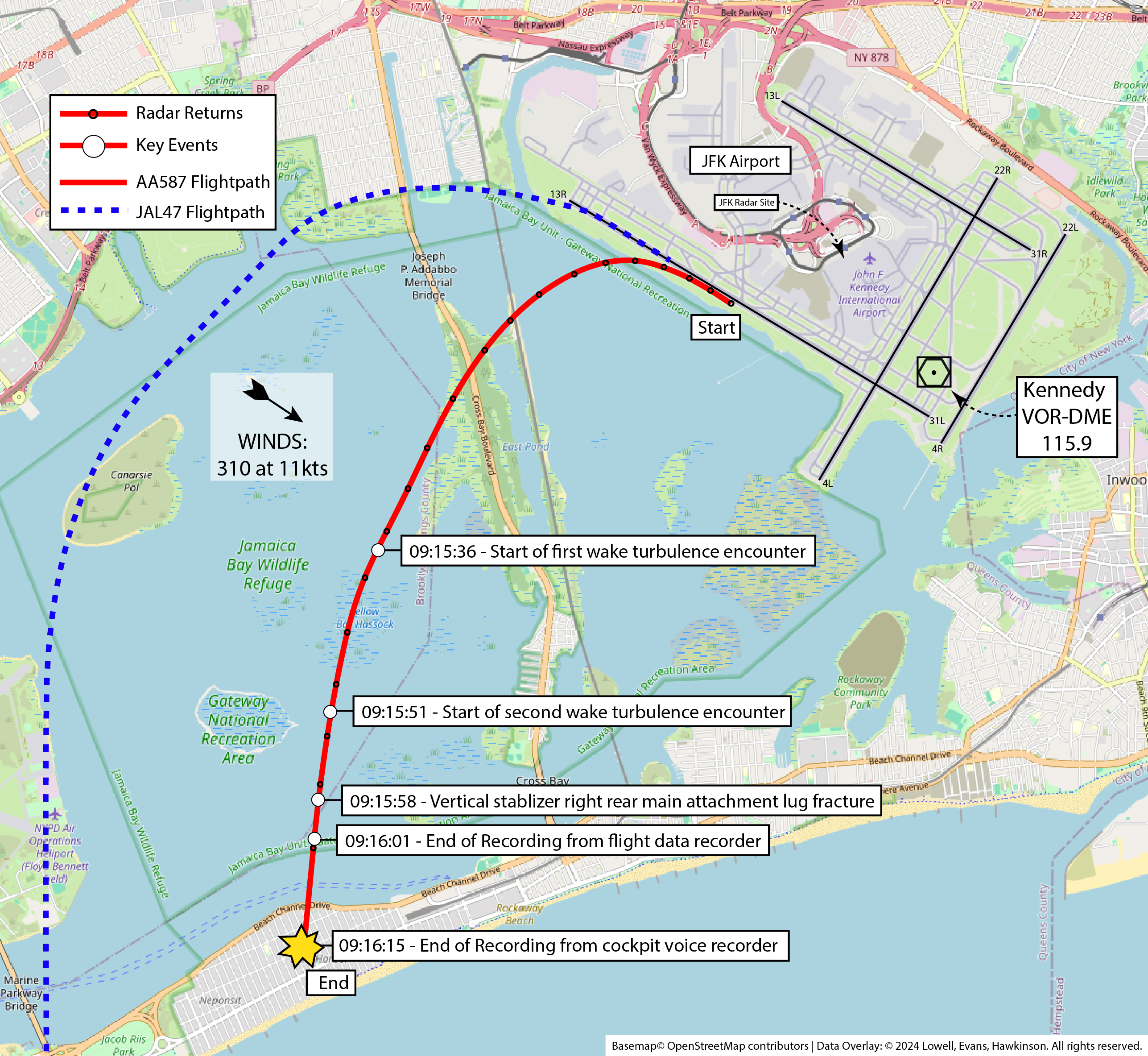
Схема полёта рейса 587

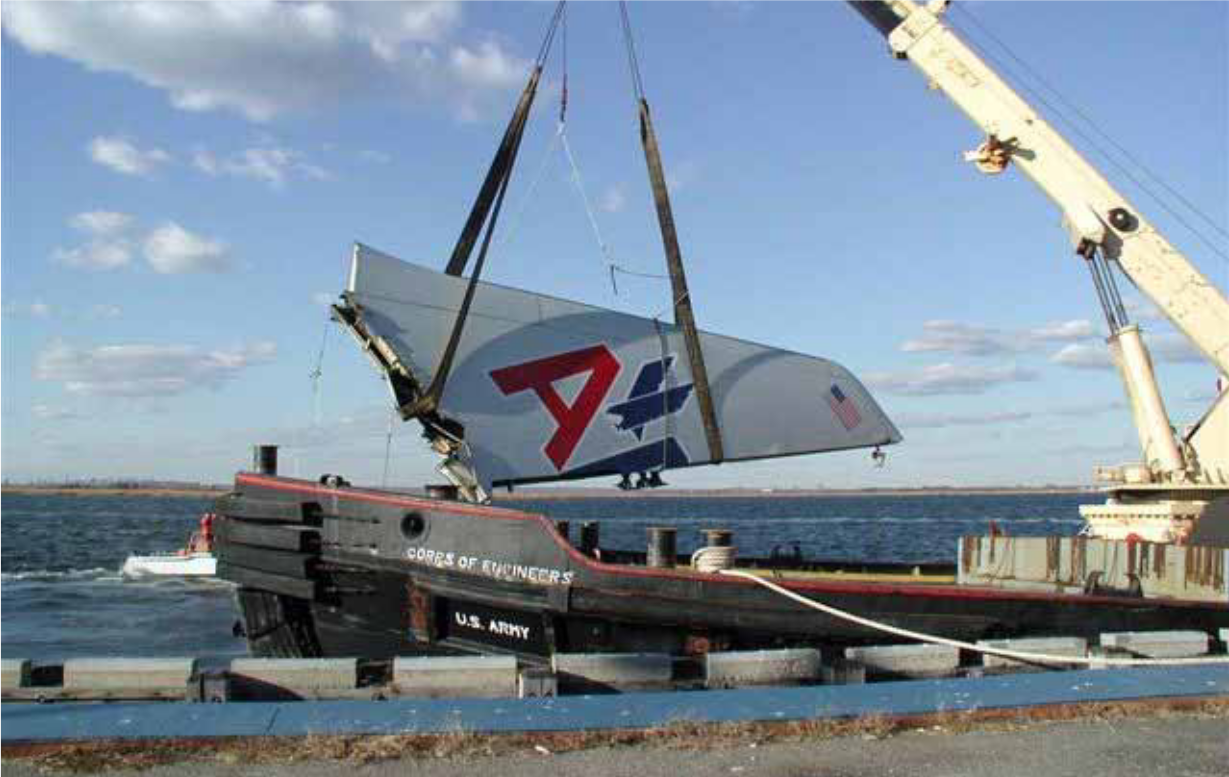
Найденная часть киля

В 09:14:30 Airbus A300B4-605R борт N14053 вылетел из аэропорта имени Джона Кеннеди с ВПП № 31L (левая) через 3,5 минуты после взлёта Boeing 747-400 авиакомпании Japan Airlines (рейс JAL 047 Нью-Йорк—Токио (аэропорт Нарита)).
Спустя 31 секунду после взлёта (в 09:15) самолёт попал в спутный след от японского Boeing 747-400.
В 09:15:30 при прохождении спутного следа второй пилот осуществил перекладку руля направления сначала влево, а затем — вправо; этот манёвр был произведён 5 раз. В 09:15:45 рейс 587 вышел из зоны турбулентности, но второй пилот продолжал поворачивать руль направления то вправо, то влево, считая, что самолёт так летит из-за турбулентности.
В 09:16 вследствие приложения нерасчётной нагрузки произошло разрушение узлов крепления киля и он оторвался от фюзеляжа. Самолёт потерял управление и, вращаясь, понёсся вниз; за несколько секунд до столкновения с землёй из-за значительных перегрузок у самолёта оторвались оба двигателя.
В 09:16:15 рейс AA 587 рухнул на улицу Beach 131st Street жилого района Белл-Харбор боро Куинс — один из двигателей упал в нескольких метрах от бензозаправочной станции, вследствие чего станция взорвалась; оторвавшийся киль упал в бухту Джамейка; сам авиалайнер рухнул на жилые дома и полностью разрушился.
В катастрофе погибли все 260 человек на борту самолёта и 5 человек на земле, ещё 1 человек на земле получил травмы. 3 жилых дома по Beach 131-st Street (№ 258, № 262 и № 266) были полностью разрушены, ещё 12 зданий были повреждены в результате пожара. Спасательные работы на месте катастрофы затруднял сильный ветер, распространявший огонь на другие дома.

## Расследование
Расследование причин катастрофы рейса AA 587 проводил Национальный совет по безопасности на транспорте (NTSB).
Из-за атак на Всемирный торговый центр (ВТЦ), произошедших двумя месяцами ранее, наиболее вероятной версией катастрофы считался теракт. Однако после обследования места катастрофы и обломков самолёта ФБР не нашло следов взрыва бомбы и эта версия была отброшена.
Окончательный отчет расследования NTSB был опубликован 24 октября 2004 года.
Согласно отчёту, причинами катастрофы рейса AA 587 стали попадание самолёта в спутный след от японского Boeing 747-400, ошибочные действия второго пилота и высокая чувствительность руля направления лайнера к управляющим действиям педалями.

## Культурные аспекты
- Катастрофа рейса 587 American Airlines показана в двух документальных сериалах телеканала «National Geographic Channel» — Секунды до катастрофы (серия Авиакатастрофа в Нью-Йорке) и Расследования авиакатастроф (серия Катастрофа в Куинсе).
- Также она показана в американском документальном телесериале «MSNBC» Почему разбиваются самолёты[англ.] (англ. Why Planes Crash) в серии Человеческая ошибка (англ. Human Error).
- Также она упоминается в книге И. А. Муромова «100 великих авиакатастроф» в главе Самолёт A-300-600 упал на пригород Нью-Йорка.

### Комментарии
1. ↑  Здесь и далее указано Североамериканское восточное время — EST